# Regina Loukotová
Regina Loukotová (* 1971) je česká architektka a pedagožka, spoluzakladatelka a dlouholetá rektorka mezinárodní soukromé vysoké školy architektury ARCHIP (Architectural Institute in Prague).

## Život
Regina Loukotová absolvovala Fakultu architektury ČVUT v Praze v roce 1997 a založila architektonickou praxi společně se spolužákem Josefem Smutným. Zároveň zahájila studium doktorského programu v oboru Teorie architektonické praxe s tématem Architektura a veřejnost – role veřejnosti v osmi architektonických soutěžích na dostavbu Staroměstské radnice v Praze. V průběhu studia strávila semestr na Vysoké škole architektury v Oslu v Norsku. Doktorskou práci obhájila v roce 2005. Pedagogicky pak působila na Fakultě architektury ČVUT v Praze a na Katedře designu Univerzity J. E. Purkyně v Ústí nad Labem.
Od roku 1999 Loukotová spolupracovala s architektem Martinem Roubíkem. K jejich úspěchům patří umístění mezi oceněnými projekty v soutěži na Velké egyptské muzeum v Gíze. Model soutěžního návrhu je součástí sbírek Národní galerie v Praze. V roce 2010 Loukotová spolu se svými partnery založila první mezinárodní soukromou vysokou školu architektury ARCHIP a stala se její rektorkou.